# Presidente da Rússia
O presidente da Federação Russa é o chefe de Estado, supremo comandante-chefe e o mais alto cargo dentro da Federação Russa. No entanto, ele não é o chefe do Poder Executivo, que é desempenhado pelo presidente do Governo da Federação Russa. No momento, o ocupante do cargo é o ex-chefe da KGB, Vladimir Putin. É ele quem representa a Rússia nos encontros diplomáticos e quem tem a função de escolher o primeiro-ministro, desde que com o consenso da Duma.
O presidente é eleito através do voto livre, popular, direto, universal e secreto, para um mandato de seis anos, podendo ser reeleito uma vez consecutiva. Qualquer cidadão russo pode ser candidato a presidente, desde que tenha mais de 35 anos e 10 de permanência no território russo.

## Breve histórico
Em 1991, o cargo foi brevemente conhecido como presidente da República Socialista Federativa Soviética Russa, e assim foi até a data de 25 de dezembro de 1991. De acordo com a Constituição russa de 1978, o Presidente da Rússia era chefe do Poder Executivo e do Conselho de Ministros da Rússia. Já de acordo com a atual Constituição da Rússia, de 1993, o Presidente da Rússia não faz parte do Governo da Rússia, o qual exerce o poder executivo.
Boris Iéltsin chegou ao poder em meio a uma onda de expectativas. Em 12 de junho de 1991, foi eleito presidente da República Socialista Soviética da Rússia, com 57% dos votos, tornando-se o primeiro presidente eleito pelo povo. Iéltsin nunca recuperaria a popularidade após uma série de crises econômicas e políticas na Rússia dos anos 1990. A "era Iéltsin" foi marcada pela corrupção descomunal, um colapso econômico e enormes problemas políticos e sociais. Quando surpreendentemente renunciou à presidência, durante um discurso na virada do ano de 1999 para 2000, Iéltsin tinha uma taxa de aprovação de 2%. Boris Iéltsin teve boas relações com os Estados Unidos, e diferentemente de seu sucessor, não se preocupou com a aproximação da zona militarizada da OTAN das fronteiras russas. Iéltsin, aconselhado e apoiado pelo presidente norte-americano Bill Clinton e por seu primeiro-ministro Viktor Chernomyrdin, assumiu uma postura de neutralidade quanto à guerra na Iugoslávia — que tinha a Rússia como principal aliado —, e não enviou o apoio requisitado pelas autoridades do país.
Vladimir Putin, um político de centro foi seu sucessor, que conquistou grande popularidade entre os russos. Durante seus oito anos no cargo, a economia se recuperou da crise, vendo o PIB russo crescer seis vezes, a pobreza cair pela metade e o salário mínimo mensal aumentar de US$ 80 para US$ 640. Ao mesmo tempo, sua conduta no governo russo foi questionada, tanto por críticos do país como por estrangeiros, por acusações de violações dos direitos humanos, pelas suas ações na Guerra da Chechênia e no Daguestão, por suas posturas internas consideradas antidemocráticas e pela nacionalização de diversas companhias privadas. O combate ao terrorismo, através da guerra na Chechênia, que culminou em represálias como a invasão do Dubrovka, em 2002, e o massacre de Beslan, em 2004; o naufrágio do submarino Kursk; a compra da rede de televisão independente NTV pelo governo; a prisão do oligarca Mikhail Khodorkovski e posterior estatização de sua petrolífera YUKOS em 2003; os assassinatos de Anna Politkovskaia e Alexander Litvinenko, ambos em 2006 e o célebre "discurso de Munique" em 2007 — no qual Putin fez sérias acusações à política externa dos Estados Unidos —  são eventos memoráveis de seu primeiro governo.
Dmitri Medvedev, diretor da estatal Gazprom, além de ex-assessor do então presidente Vladimir Putin e do primeiro prefeito de São Petersburgo Anatoli Sobchak, foi o candidato apoiado por Putin nas eleições de 2008, e após eleito tornou-se seu sucessor. Medvedev tomou posse em 7 de maio de 2008, e foi a esperança de uma renovação nas tumultuadas relações entre Rússia e Estados Unidos. Os primeiros meses de mandato foram de decepção por conta da guerra da Ossétia, em 2008, quando os Estados Unidos apoiaram a ofensiva da Geórgia contra um território da Rússia, deteriorando ainda mais as relações entre os dois países. Após a vitória russa, Joe Biden, vice-presidente americano, criticou a Rússia, irritando a Dmitri Medvedev, que iniciou uma cooperação estratégica e militar com a Venezuela, que adota uma postura fortemente antiamericana. A provocação só chegou ao fim com o envio do cruzador de batalha Pyotr Velikiy, o que causou um temor entre os latino-americanos, que temiam um combate entre as duas potências em seu território. No ano seguinte, Medvedev tomou uma série de medidas internacionais para atenuar a tensão com os Estados Unidos, como o programa "Reset", que pretendia dar um recomeço à relação entre os dois lados. O programa foi bem sucedido, — considerado, pelo presidente americano Barack Obama, como a principal conquista referente às relações internacionais de seu governo — e evitou novos conflitos entre Estados Unidos e Rússia até o final do mandato de Medvedev. Sob Medvedev e sua política diplomática mais "neutra", a Rússia pôde ingressar na Organização Mundial do Comércio, sonho que nunca se concretizou durante a gestão de Putin.

## Substitutos
Em todos os casos em que o presidente da Federação Russa não puder cumprir as suas funções, estas serão delegadas ao primeiro-ministro, que passa a ser o presidente em exercício da Rússia. O Presidente do Conselho da Federação Russa é a terceira posição depois do Presidente e do Primeiro-Ministro. Em caso de nenhum dos três citados poder assumir, o presidente da Câmara Alta do parlamento torna-se chefe de Estado interino.

## Residências

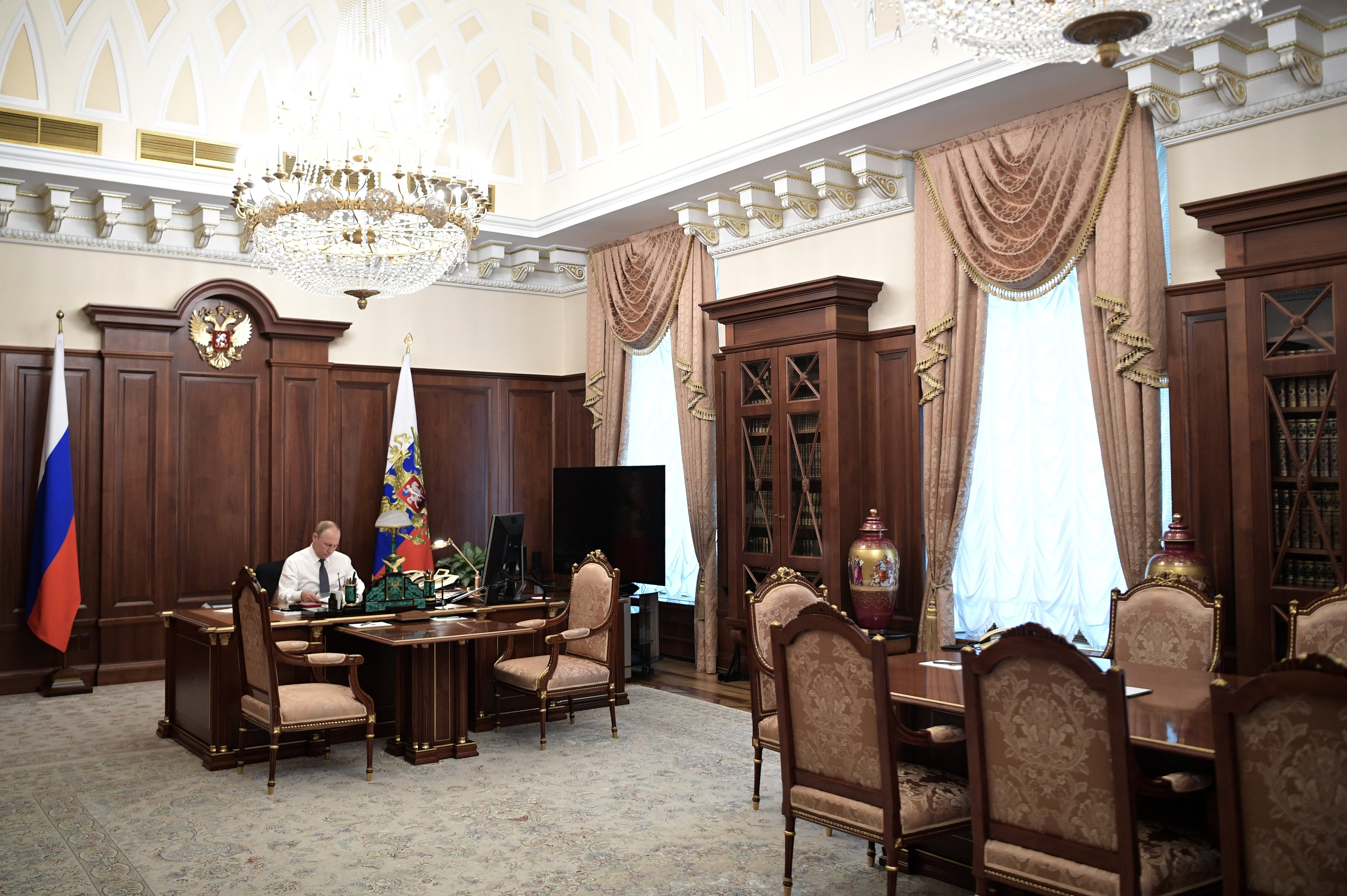
Vladimir Putin no Gabinete Presidencial

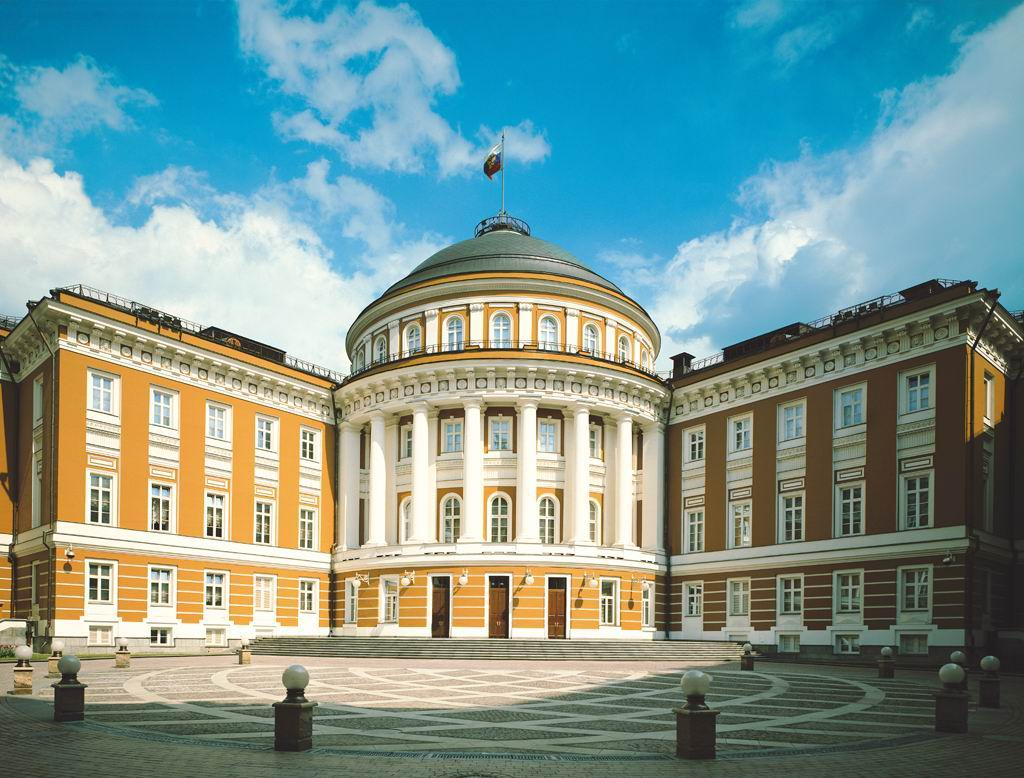
O Senado do Kremlin é a residência de trabalho do Presidente da Rússia.

A principal residência do presidente em exercício é o edifício do Senado (também conhecido como 1º edifício) no complexo do Kremlin. O presidente também pode usar o Grande Palácio do Kremlin (usado para cerimônias e reuniões oficiais). Anteriormente, o presidente também podia usar o chamado 14º Edifício do Corpo Administrativo (a residência reserva), mas em 2016 foi demolidod.
Desde 2000, a atual residência do presidente é Novo-Ogaryovo (em russo: Ново-Огарёво). Foi planejado que ela permaneceria à disposição de Vladimir Putin após o término de seu mandato, já que Gorki-9 (em russo: Горки-9) (também chamada de Barvikha (em russo: Барвиха), mas na verdade perto dela) permaneceu à disposição de Boris Iéltsin após sua aposentadoria, e atualmente é residência de Dmitri Medvedev.